# Pomphorhynchus bosniacus
Pomphorhynchus bosniacus är en hakmaskart som beskrevs av Kistaroly och Cankovic 1969. Pomphorhynchus bosniacus ingår i släktet Pomphorhynchus och familjen Pomphorhynchidae. Inga underarter finns listade i Catalogue of Life.